# Proporcja (arytmetyka)
Proporcja – równość dwóch stosunków postaci
{\displaystyle {\frac {a}{b}}={\frac {c}{d}}}
lub (inny zapis)
{\displaystyle a\ :\ b=c\ :\ d.}
W zapisie tym a i d nazywamy wyrazami skrajnymi, b i c – środkowymi.
Podstawowa własność proporcji mówi, że iloczyn wyrazów skrajnych jest równy iloczynowi wyrazów środkowych:
{\displaystyle ad=bc.}

## Reguła trzech
Jeśli dane są trzy wyrazy w proporcji, czwarty można wyliczyć posługując się wzorami:
{\displaystyle a={\frac {bc}{d}},\qquad b={\frac {ad}{c}},\qquad c={\frac {ad}{b}},\qquad d={\frac {bc}{a}}.}
Wzory te znane są jako reguła trzech. W Europie weszły do użytku w XV-XVII wieku w praktyce kupieckiej.

## Proporcje pochodne
Z równania proporcji wynikają także inne proporcje:
{\displaystyle {\tfrac {a}{c}}={\tfrac {b}{d}},\quad {}}
{\displaystyle {\tfrac {d}{b}}={\tfrac {c}{a}},\quad {}}
{\displaystyle {\tfrac {a+b}{b}}={\tfrac {c+d}{d}},\quad {}}
{\displaystyle {\tfrac {a-b}{b}}={\tfrac {c-d}{d}},\quad {}}
{\displaystyle {\tfrac {a+c}{b+d}}={\tfrac {a}{b}},\quad {}}
{\displaystyle {\tfrac {a-c}{b-d}}={\tfrac {a}{b}},\quad {}}
{\displaystyle {\tfrac {a+c}{b+d}}={\tfrac {c}{d}},\quad {}}
{\displaystyle {\tfrac {a-c}{b-d}}={\tfrac {c}{d}},\quad {}}
{\displaystyle {\tfrac {a+b}{a-b}}={\tfrac {c+d}{c-d}},\quad {}}
{\displaystyle {\tfrac {a-b}{a+b}}={\tfrac {c-d}{c+d}},\quad {}}
prawdziwe pod warunkiem, że dane wyrażenie ma sens (w mianowniku któregoś ułamka nie otrzymamy 0).

## Proporcja harmoniczna
Proporcja postaci
{\displaystyle {\frac {a}{b}}={\frac {b}{a-b}}}
jest nazywana proporcją harmoniczną. Rozkład danej liczby a na dwa składniki: b oraz a – b zgodnie z regułą proporcji harmonicznej nazywa się złotym podziałem lub podziałem harmonicznym.

## Proporcja złożona
Zapis postaci
{\displaystyle a_{1}\ :\ a_{2}\ :\ \dots \ :\ a_{n}=b_{1}\ :\ b_{2}\ :\ \dots \ :\ b_{n}}
oznacza układ równań:
{\displaystyle {\frac {a_{1}}{b_{1}}}={\frac {a_{2}}{b_{2}}}=\ldots ={\frac {a_{n}}{b_{n}}}}
lub równoważnie:
{\displaystyle {\begin{cases}{\frac {a_{1}}{a_{2}}}={\frac {b_{1}}{b_{2}}}\\{\frac {a_{2}}{a_{3}}}={\frac {b_{2}}{b_{3}}}\\\dots \\{\frac {a_{n-1}}{a_{n}}}={\frac {b_{n-1}}{b_{n}}}\end{cases}}.}